# Godurivier
Godurivier is een rivier die stroomt in de Zweedse gemeente Kiruna. De rivier verzorgt de afwatering van de hellingen van de Goduberg. De rivier stroomt naar het noordwesten en stroomt het Rádumeer in. Ze is circa 4 kilometer lang.
Afwatering: Godurivier → (Rádumeer) → Alesrivier → Torne → Botnische Golf